# Milesia illustris
Milesia illustris är en tvåvingeart som beskrevs av Heikki Hippa 1990. Milesia illustris ingår i släktet Milesia och familjen blomflugor. Inga underarter finns listade i Catalogue of Life.